# 安迪·基特
安迪·基特（英語：Andy Kellett；1993年11月10日—）是一位英格蘭足球運動員。在場上的位置是後衛。他也曾經效力於曼聯。

## 榮譽
韋根
- 英甲冠軍：2015/16年；

## 外部連結
- 足球数据库：安迪·基特的球员统计数据